# Sonny Stitt

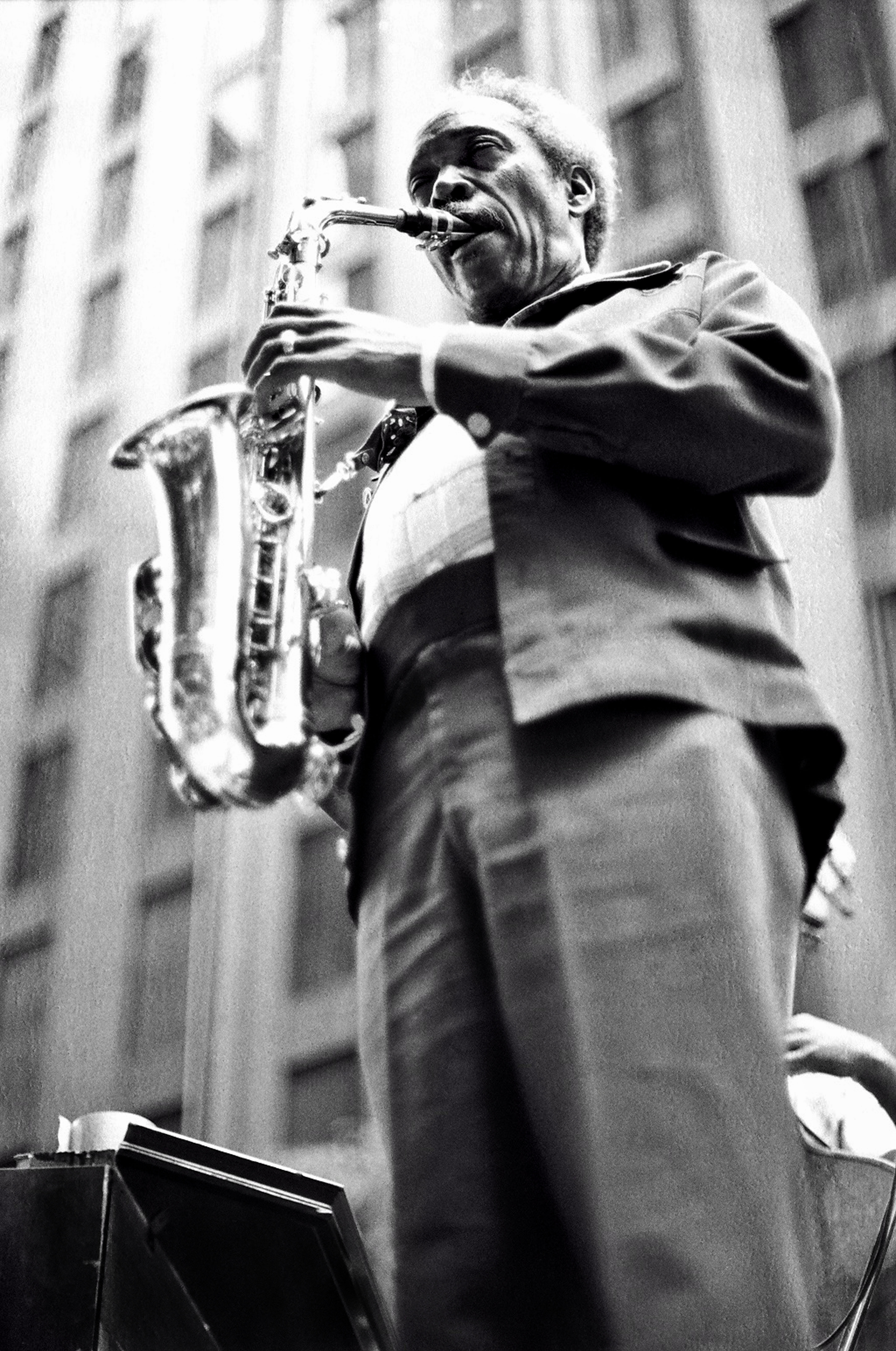
Sonny Stitt (1978)

Sonny Stitt (* 2. Februar 1924 in Boston; † 22. Juli 1982 in Washington, D.C.; eigentlich Edward Boatner jr.) war ein Alt- und Tenorsaxophonist des Bebop und Hard Bop. Sein Sound auf dem Altsaxophon war dem von Charlie Parker ähnlich, wie auch Musiker wie Quincy Jones feststellten. Er hat diesen Klang nach eigenen Angaben lange vor der Begegnung mit Parker gefunden. Als technisch versierter Saxophonspieler beeinflusste er viele Kollegen, darunter John Coltrane, Booker Ervin, James Moody, Hank Mobley oder Ronnie Scott. Der Jazzkritiker Dan Morgenstern gab ihm den Spitznamen „einsamer Wolf“ (Lone Wolf) in Bezug auf sein unerbittliches Touren und seiner Hingabe an den Jazz.

## Leben und Wirken
Stitts Eltern waren beide Musiklehrer und daher wuchs er in einem musikalischen Umfeld auf. Stitt verbrachte seine Kindheit in Saginaw (Michigan) und hatte vom siebten Lebensjahr an Klavierunterricht, wechselte aber später auf die Klarinette. Mit fünfzehn spielte er Altsaxophon, nachdem er Charlie Parker auf einer Aufnahme des Bandleaders Jay McShann gehört hatte.
Anfänglich nahm Stitt Unterricht bei „Big Nick“ Nicholas, einem ortsansässigen Saxophonisten, und bei Wardell Gray, der oft bei ihnen logierte, weil es in der Gegend wenige afroamerikanische Hotels gab. Noch bevor er die High School abgeschlossen hatte, tourte er in Bands mit Nicholas und dem Trompeter Thad Jones.
1942 trat Stitt mit dem Pianisten William „Sabby“ Lewis in Boston auf, bevor er sich den Bama State Collegians anschloss. Dieses Engagement führte ihn in die Big Band des Sängers Tiny Bradshaw, in der auch weitere spätere Bebop-Musiker wie Fats Navarro, Dexter Gordon, Gene Ammons und Art Blakey spielten. Stitt, der 1942 die Begegnung mit Parker in Kansas suchte, schilderte, dass Parker ihm nach einer gemeinsamen Jam-Session vorwarf: „you sound too much like me“.
Stitt war 1945 Mitglied der Band von Billy Eckstine (Billy Eckstine and His Orchestra) und spielte 1946 mit Dizzy Gillespie, wo auch Gene Ammons engagiert war. In dieser Zeit verfiel er dem Heroin und seine Cabaret Card wurde (Drogenbesitz genügte dazu) eingezogen, was es ihm unmöglich machte, in New Yorks Nachtclubs aufzutreten. Er ging nach Chicago, wo er in Sessions mit Ammons und Miles Davis und mit Johnny Griffin im Pershing Ballroom auftrat. Im Sommer 1947 spielte er in Detroit mit Parker, Davis und Gillespie; ferner nahm er für Sensation Records auf. 1947 wurde er in den Polls des Esquire Magazine zum „New Star“ auf dem Altsaxophon gewählt. Wegen Drogenhandels verurteilt, verbrachte er 1948/49 im Federal Narcotics Hospital in Lexington (Kentucky).
Zurück in New York wechselte er aufs Tenor- und Baritonsaxophon. So konnte er dem Image des vermeintlichen Parker-Imitators entgehen. Stitts Improvisationen waren jedoch melodischer; während der Hinwendung zum Tenorsaxophon berief Stitt sich auf sein Vorbild Lester Young.
1949 hatte er sein Aufnahmedebüt als Leader auf dem Album All God’s Chillun Got Rhythm mit Bud Powell und J. J. Johnson. Im Dezember 1949 trat er mit Davis, Powell, Benny Green, Serge Chaloff, Curley Russell und Max Roach in der Carnegie Hall auf.
1949 bis 1952 hatte er ein eigenes Septett mit Ammons, wo ihre Battles (mit Chase Chorussen wie in Blues Up and Down 1950) berühmt wurden. In den 1950er Jahren war er Leader ständig wechselnder kleiner Gruppen und knüpfte 1954 mit Eddie Lockjaw Davis (Battle of Birdland), später auch mit Sonny Rollins, Illinois Jacquet, Paul Gonsalves, Stan Getz oder Dexter Gordon an die Two Tenors-Serie an und präsentierte zahlreiche eigene Alben. Er tourte 1957 bis 1959 bei „Jazz at the Philharmonic“, trat 1958 beim Newport Jazz Festival auf (dokumentiert im Duo mit Sal Salvador im Film Jazz on a Summer’s Day) und kehrte Ende des Jahrzehnts in die Dizzy Gillespie Band zurück.
Er ersetzte John Coltrane im Miles Davis Quintett im September 1960 und blieb bei Davis bis Anfang 1961. Als Höhepunkt dieser Zeit gilt die Aufnahme In Stockholm 1960. Mit seinem Freund Ammons nahm er auch in den frühen 1960er Jahren auf. Dann schloss er sich einem Sextett mit J.J. Johnson und Clark Terry für eine Japantour an. 1964 nahm er das Album Soul People mit dem Tenorsaxophonisten Booker Ervin auf. 1966 tourte Stitt öfter durch Europa, spielte auf Festivals und bekannten Clubs wie dem Gyllene Cirkeln in Stockholm. Ab 1966 spielte er auch auf einem elektrisch verstärkten Saxophon (Varitone). Von 1971 bis 1972 war er Mitglied der Giants of Jazz mit Gillespie, Kai Winding, Thelonious Monk und Art Blakey, mit denen er auf den Berliner Jazztagen auftrat.
Seine Alben Tune up! und Constellation von 1972 wurden Erfolge. In den 1970er-Jahren fand Stitt viel Arbeit in Europa und spielte auf großen Jazzfestivals. Später konzertierte er auch international mit Red Holloway, mit dem das Album Partner im Januar 1977 entstand. Stitt verstarb 1982 im Washington Hospital Center in Washington D. C. an Krebs.

## Diskographische Hinweise

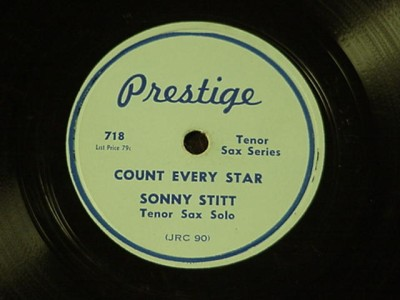
Sonny Stitt „Count Every Star“ 78er Single

- Sonny Stitt with Bud Powell and J. J. Johnson, 1949–1950, Prestige
- Stitt’s Bits: The Bebop Recordings, 1949–1952, Prestige 2006, 3 CD, (u. a. mit Gene Ammons)
- Kaleidoscope, 1950–1952, Prestige
- For Musicians Only, 1956, Verve (mit Gillespie, Stan Getz, John Lewis, Ray Brown, Stan Levey)
- Sonny Side up, 1957, Polygram (mit Gillespie, Sonny Rollins)
- Stitt Meets Brother Jack, Prestige 1962 (mit Jack McDuff)
- Boss Tenors in Orbit, 1962 Verve (mit Gene Ammons)
- Sonny Stitt Sits In with the Oscar Peterson Trio, 1957–1959, Verve
- Salt and Pepper, 1963, Impulse
- Sonny Stitt & Zoot Sims: Inter-Action (Cadet, 1966), mit John Young, Sam Kidd, Phil Thomas
- Stitt plays Bird, 1963, Atlantic, (mit Jim Hall, John Lewis, Richard Davis, Connie Kay)
- Soul People, 1964–1969, Prestige (mit Booker Ervin)
- Sonnys Blues, 1964 (Live in Ronnie Scott’s Jazz Club)
- Tune-Up!, 1972, Muse (mit Barry Harris, Sam Jones, Alan Dawson)
- Constellation, 1972, Muse (mit Barry Harris, Sam Jones, Roy Brooks)
- 12!, 1972, Muse (mit Barry Harris, Sam Jones, Louis Hayes)
- Sonny’s Back, 1980, Muse
- Sonny, Sweets and Jaws – Live at Bubbas, Whos Who in Jazz 1981 (mit Sweets Edison, Eddie Lockjaw Davis)
- Last Stitt Sessions, 1982, Muse

Sammlung
- The Complete Roost Sonny Stitt Studio Sessions – (Mosaic – 2001) – 9 CDs mit u. a.  Jo Jones,  Jay Jay Johnson, Oscar Pettiford, Thad Jones,  Roy Haynes, Chick Corea, Harold Mabern, Ben Tucker

Als Sideman
- Gene Ammons: Boss Tenors, 1961, Verve
- Miles Davis: In Stockholm 1960, Dragon (mit Wynton Kelly, Jimmy Cobb, Paul Chambers)

## Lexikalische Einträge
- Carlo Bohländer, Karl Heinz Holler, Christian Pfarr: Reclams Jazzführer. 5., durchgesehene und ergänzte Auflage. Reclam, Stuttgart 2000, ISBN 3-15-010464-5.
- Ian Carr, Digby Fairweather, Brian Priestley: Rough Guide Jazz. Der ultimative Führer zur Jazzmusik. 1700 Künstler und Bands von den Anfängen bis heute. Metzler, Stuttgart/Weimar 1999, ISBN 3-476-01584-X.
- Leonard Feather, Ira Gitler: The Biographical Encyclopedia of Jazz. Oxford University Press, New York 1999, ISBN 0-19-532000-X.
- Martin Kunzler: Jazz-Lexikon. Band 2: M–Z (= rororo-Sachbuch. Bd. 16513). 2. Auflage. Rowohlt, Reinbek bei Hamburg 2004, ISBN 3-499-16513-9.